# Pàvel Voiloxnikov
Pàvel Voiloxnikov (en rus Павел Войлошников, Tsagan-Oluy, Sibèria, Imperi Rus, 10 de gener de 1879 – Irkutsk, 19 de novembre de 1938) va ser un tirador rus que va competir a començaments del segle xx.
El 1912 va prendre part en els Jocs Olímpics d'Estocolm, disputant quatre proves del programa de tir. Guanyà la medalla de plata en la competició per equips de pistola militar, 30 metres. En la prova de pistola lliure, 50 metres per equips fou quart, mentre en pistola ràpida, 30 metres fou 24è i en pistola, 50 metres 34è.